# Andrena cineraria
Espèce
Statut de conservation UICN

 LC  : Préoccupation mineure
Andrena cineraria est une espèce d'insectes hyménoptères de la famille des Andrenidae. C'est une petite abeille solitaire nichant dans le sol et visible au printemps. Elle est présente en Europe et en Asie.

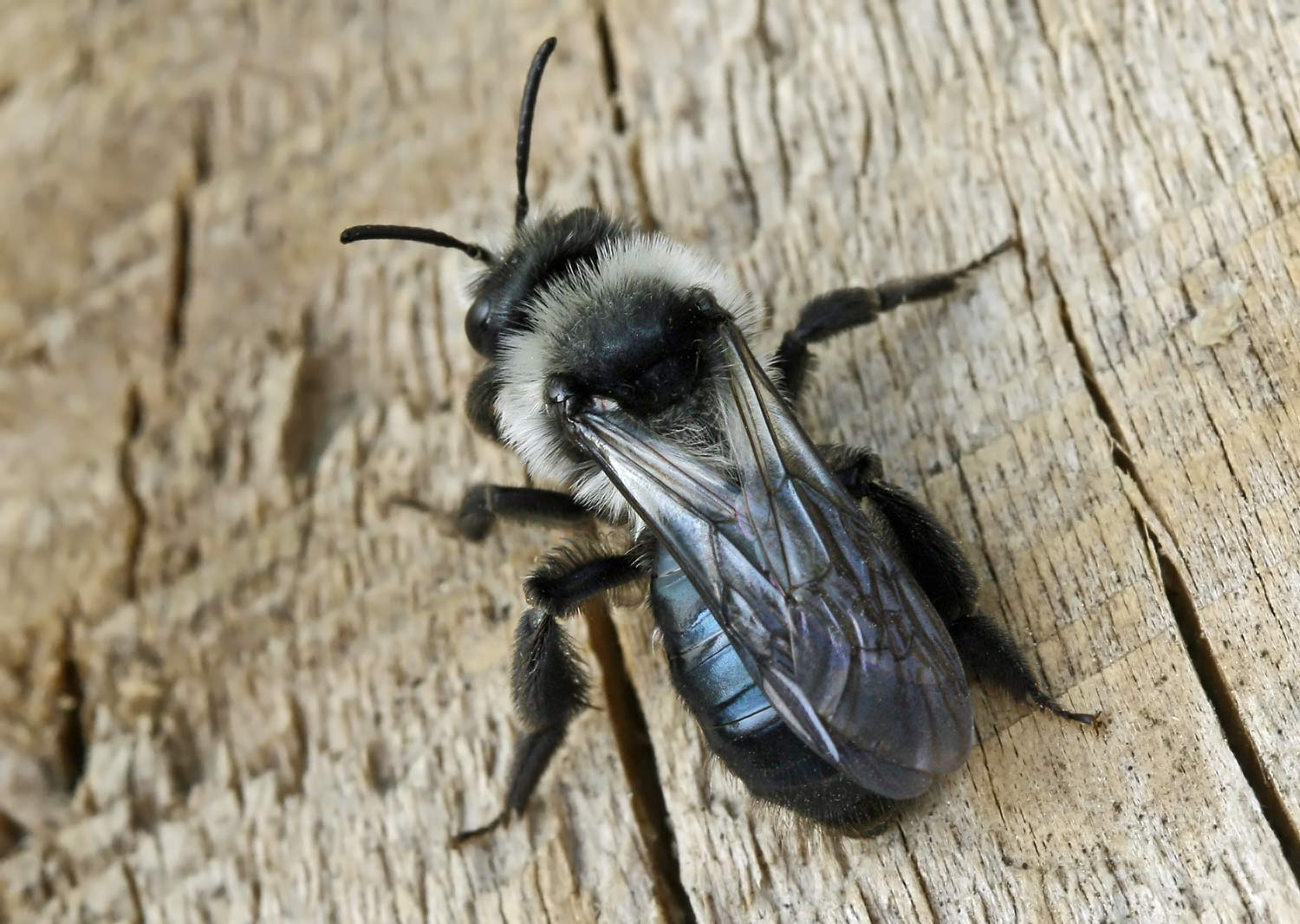
Andrena cineraria.

## Description
Andrena cineraria est une petite abeille d'environ 13 mm de long, noire et blanche, avec des reflets bleutés sur l'abdomen et une bande de poils noirs au centre du thorax (entre deux bandes blanches). Les pattes sont noires.
Comme toutes les andrènes, elle possède 3 cellules cubitales sur l'aile antérieure et une brosse de poils à la base des pattes postérieures.

## Période de vol
Avril à juin.
Les mâles un peu plus petits apparaissent en mars.

## Habitat et distribution
Elle vit dans les milieux ouverts : parcs, jardins, lisières, prairies et champs de colza.
Elle est largement répandue en France, et en Europe sauf aux extrêmes nord et sud. En Europe centrale et orientale, elle cohabite ou est remplacée par une espèce voisine : Andrena danuvia. On la trouve aussi en Asie centrale et au Proche-Orient.

## Mœurs
Cette petite abeille solitaire niche dans un terrier, creusé dans une bande de terre dénudée. Elle nidifie souvent en bourgade mais chaque femelle ne s'occupe que de son propre nid.
Le nid est une galerie descendant jusqu'à 25 cm de profondeur, conduisant à un bouquet de logettes à parois nues. La galerie reste ouverte quand l’abeille s'absente.
Les saules, les pissenlits (Taraxacum officinalis), les boutons d'or (Ranunculus acris) lui fournissent en général le pollen et le nectar. C'est aussi un des principaux pollenisateurs des champs de colza.

## Parasites
Les nids des femelles peuvent être parasités par les espèces d'abeilles-coucou Nomada lathburiana, ainsi que Nomada goodeniana.

## Photos

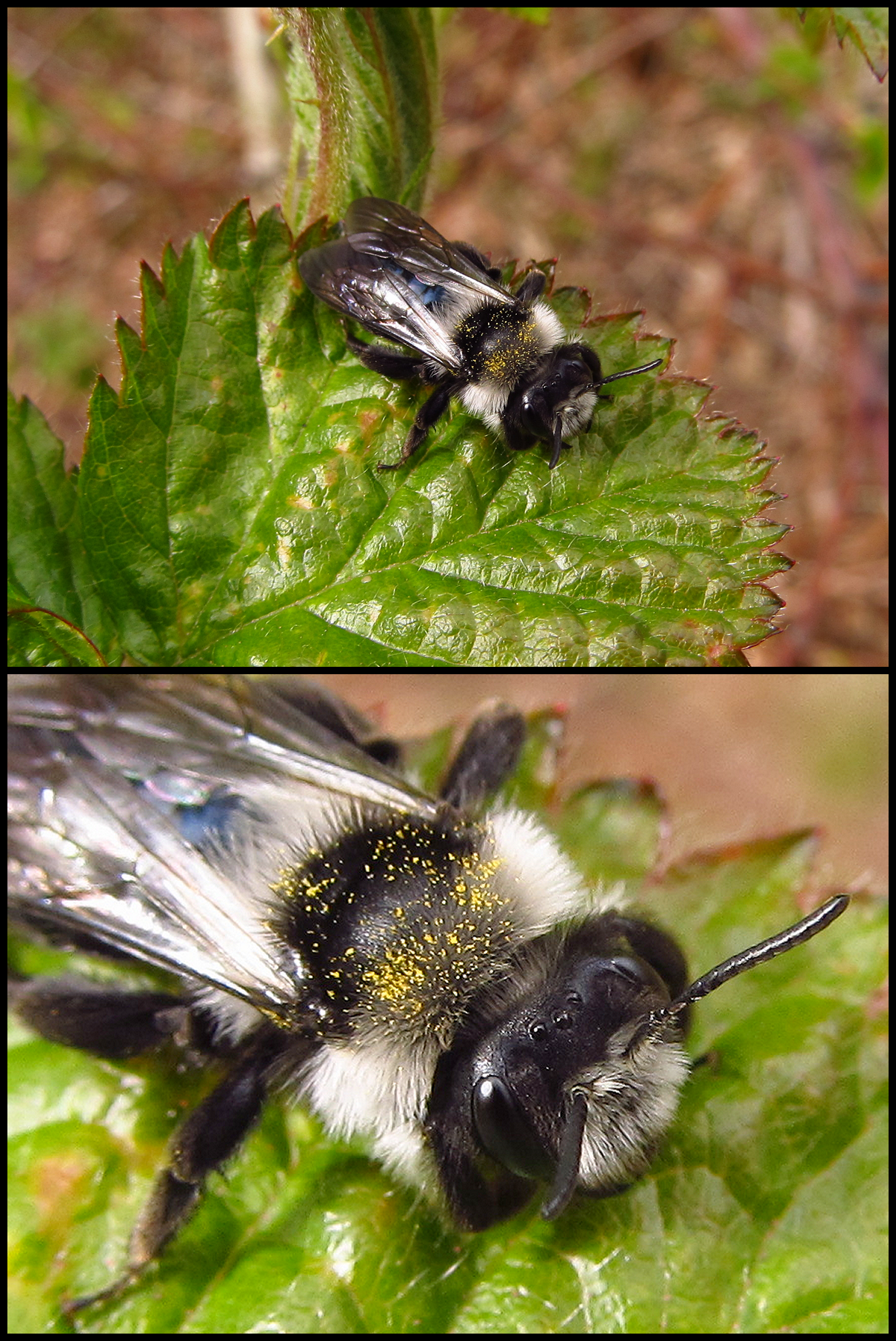
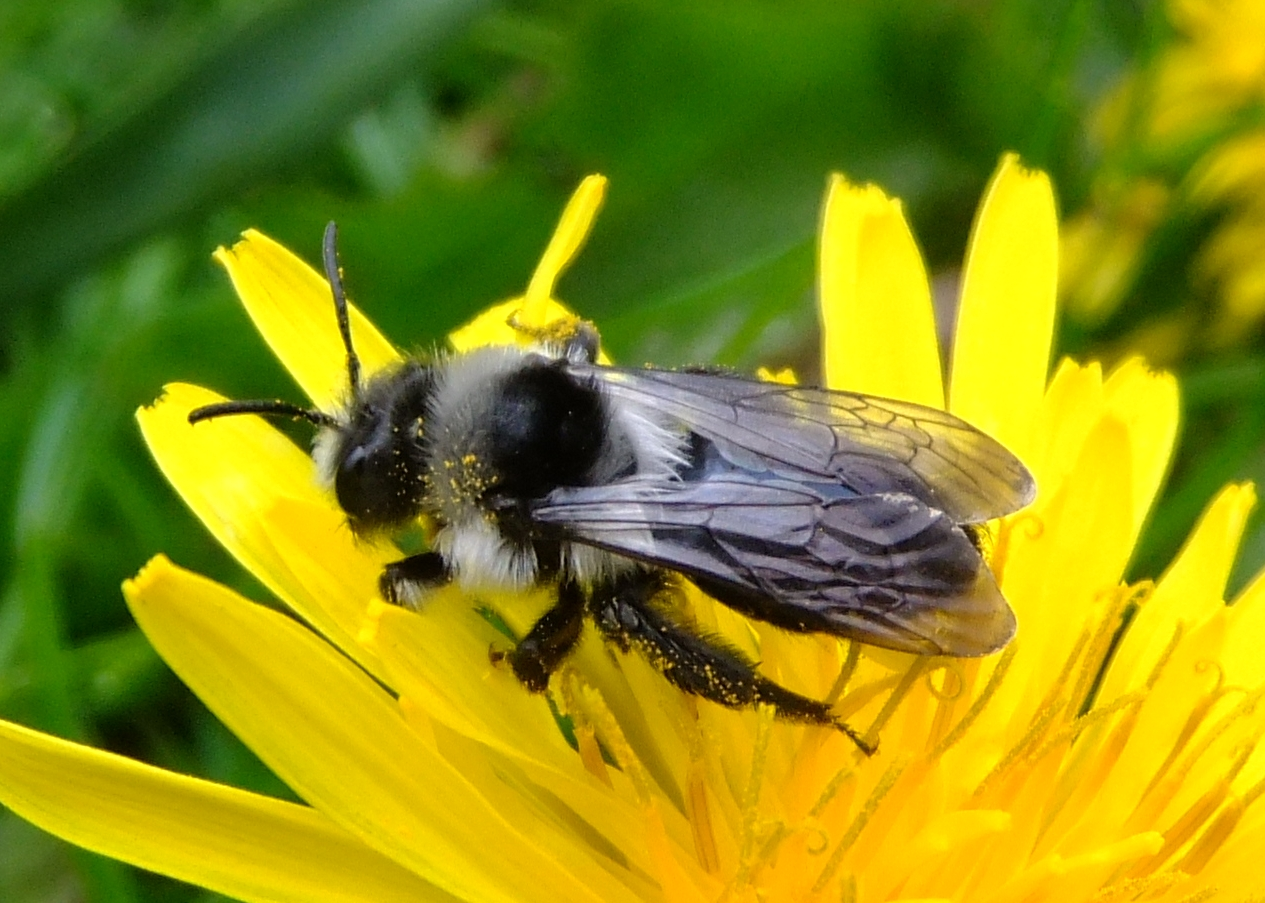
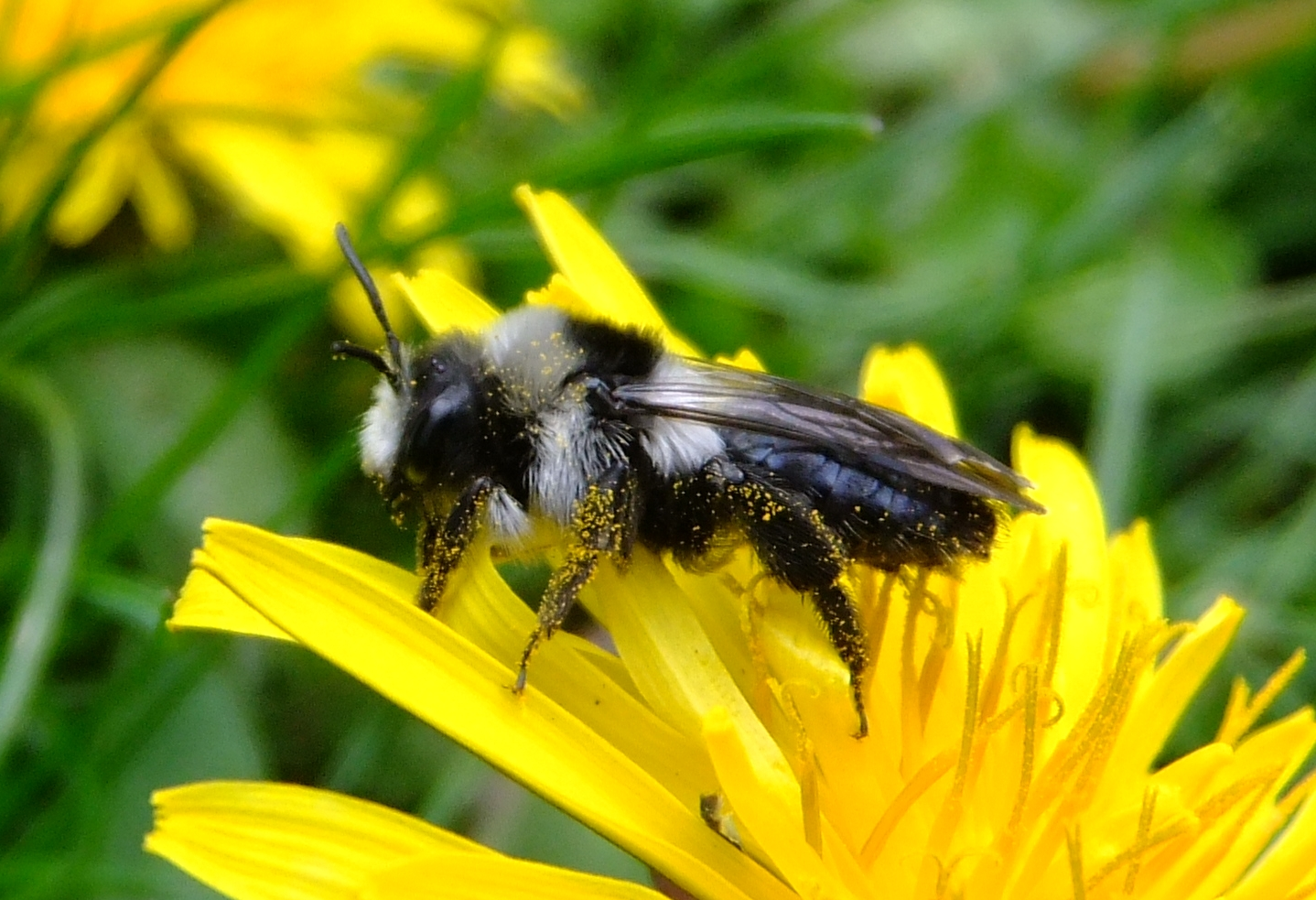